# Greva-gårdsbyn
Greva-gårdsbyn is een plaats in de gemeente Skövde in het landschap Västergötland en de provincie Västra Götalands län in Zweden. De plaats heeft 62 inwoners (2005) en een oppervlakte van 3 hectare. Greva-gårdsbyn wordt omringd door zowel landbouwgrond als bos. De stad Skövde ligt rond de twaalf kilometer ten noorden van het dorp.

## Verkeer en vervoer
Bij de plaats lopen de Riksväg 26 en Riksväg 46.